# ديفيد سانت جون
ديفيد سانت جون (بالإنجليزية: David St. John)‏ هو شاعر أمريكي، ولد في 24 يوليو 1949 في فريسنو في الولايات المتحدة.